# ماغورزاتا ووجتيرا
ماغورزاتا ووجتيرا (بالبولندية: Małgorzata Wojtyra)‏ (و. 1989  م) هي دراجة بولندية، ولدت في شتتين، شاركت في الألعاب الأولمبية الصيفية 2012، وركوب الدراجات في الألعاب الأولمبية الصيفية 2016.

## روابط خارجية
- ماغورزاتا ووجتيرا على موقع الاتحاد الدولي للدراجات (الإنجليزية)
- ماغورزاتا ووجتيرا على موقع أرشيف الدراجات (الإنجليزية)
- ماغورزاتا ووجتيرا على موقع إحصائيات الدراجات الإحترافية (الإنجليزية)
- ماغورزاتا ووجتيرا على موقع نسبة الدراجات (الإنجليزية)
- ماغورزاتا ووجتيرا على موقع CycleBase (الإنجليزية)
- ماغورزاتا ووجتيرا على موقع اللجنة الأولمبية الدولية (الإنجليزية)
- ماغورزاتا ووجتيرا على موقع أوليمبيديا (الإنجليزية)
- ماغورزاتا ووجتيرا على موقع اللجنة الأولمبية البولندية (مؤرشف) (البولندية)